# Hjerm Vestre Kirke
Hjerm Vestre Kirke er en kirke, der ligger umiddelbart syd for Hjerm.
Kirken er en korskirke, og er bygget i 1200-tallet. I kirken er der en bispegrav under søndre korsarm, samt grave for adelige familier fra herregården Volstrup, forskellige steder i kirken.